# Carlos Herrera y Luna
Carlos Herrera Luna (Guatemala, 26 de octubre de 1856-Guatemala o París, 3 de julio de 1930) fue un político guatemalteco. Presidente en funciones de Guatemala desde el 15 de abril de 1920 hasta el 15 de septiembre de 1920 y presidente de Guatemala desde el 16 de septiembre de 1920 al 6 de diciembre de 1921, cuando fue derrocado por un golpe de Estado dirigido por el general José María Orellana.
Era hijo de Manuel María Herrera y Delfina Luna. Tuvo 12 hijos: Julia Isabel, Carlos, Roberto Herrera, Margarita, Sara, Elena, Lucrecia, Rafael, Luisa y Arturo Herrera Dorión en su primer matrimonio; y Rodolfo y María Marta Herrera Llerandi, en el segundo. Su bisnieto se llama Diego Minondo Herrera.

## Vida profesional
Herrera es considerado uno de los más perspicaces hombres de negocios en Guatemala de finales del siglo xix y principios del siglo xx. Como empresario, creó el Ingenio Pantaleón —una reconocida industria azucarera guatemalteca— y compró el Ingenio El Baúl en Santa Lucía Cotzumalguapa a comienzos de la década de 1900. Visionario y perseverante, acumuló inversiones en tierras, cosechas, maquinarias e inmuebles, siendo el origen de toda una dinastía. Pantaléon Sugar Holdings, fruto de su trabajo, es uno de los diez mayores productores de azúcar de América Latina, con molinos en Centro y Suramérica.[cita requerida] Además, era el diputado por Cotzumalguapa ante la Asamblea Legislativa durante el gobierno del licenciado Manuel Estrada Cabrera, desde donde cabildeaba para los proyectos en Cotzumalguapa.

## Ascenso al poder

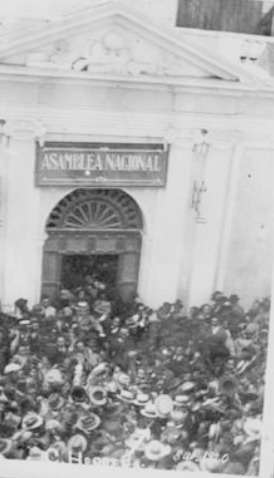
Momento en que Herrera y Luna se retira de la Asamblea Nacional el 8 de abril de 1920. La gran cantidad de personas reunidas querían ver y saber qué aspecto tenía el nuevo presidente de Guatemala.

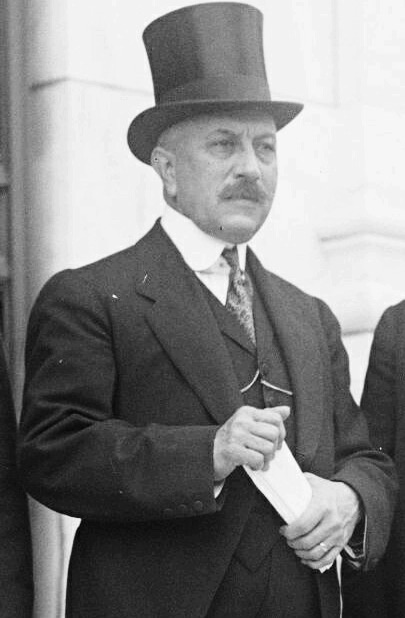
Presidente Carlos Herrera en un acto oficial.

Para el 7 de abril de 1920 todo el pueblo de Guatemala estaba afiliado al Partido Unionista y la autoridad de su directiva era respetada en toda la República. Con el presidente Manuel Estrada Cabrera –tras veintidós años de gobierno– quedaba un grupo reducido de partidarios que todavía buscaban su protección precaria y unos cinco mil hombres de tropa, en su mayoría indígenas de Momostenango, bien armados y en posesión de las dos anticuadas fortalezas de Matamoros y San José.
Los unionistas no tenían armas ni habían buscado conexiones militares, Silverio Ortiz y algunos otros directores habían recibido la promesa de muchos jefes militares de estar con nosotros en caso de un 
conflicto armado, pero solo uno de ellos, López Ávila, tenía a la sazón tropas a su mando y exigía un decreto de la Asamblea para resguardo de su honor militar.
Había llegado el momento de dar el golpe decisivo; pero se resolvió, a propuesta de Tácito Molina, que el presidente provisional que sustityera a Estrada Cabrera:
1. Fuese un hombre que inspirara plena confianza a la directiva del partido unionista
2. No debía de ser un miembro relevante del partido unionista, dejando para elecciones posteriores la selección del candidato idóneo.

Para lograr el acuerdo, fue necesario que los unionistas entraran en componendas con un grupo de diputados liberales cabreristas, y con el presidente de la Asamblea Nacional, que por en ese momento era el cabrerista Adrián Vidaurre - quien había sido el auditor de guerra y fue posteriormente inmortalizado como tal en la novela El Señor Presidente de Miguel Ángel Asturias- y su segundo, José Beteta. Entre los diputados con quienes se pactó estaban: Mariano Cruz, Carlos Herrera, y Manuel Arroyo.  Por parte de los unionistas, los que negociaron con los diputados fueron: Tácito Molina, Manuel Cobos Batres, Demetrio Ávila y Julio Bianchi.  Al final, acordaron que el presidente interino fuera Carlos Herrera, mientras que los cabreristas iban a designar a cuatro de sus ministros de gobierno y los unionistas a los otros tres.  Escritores unionistas como el propio Bianchi Smout y Rafael Arévalo Martínez aducen que el partido aceptó esta fórmula propuesta por Vidaurre, por buena fe y por desconocimiento político, dados los nefastos resultados que tuvo.
Ya acordado como se formaría el gabinete, se procedió a programar la sesión de la Asamblea del 8 de abril.  Se acordó que la agenda sería:
1. Dar la  licencia, no solicitada, a Estrada Cabrera para que pudiera ausentarse del país
2. Elegir a Herrera como presidente provisional, y 
3. Emitir un decreto ordenando a todas las fuerzas militares que reconocieran al nuevo gobierno como la única autoridad legitima de la República.
Pero al día siguiente, Vidaurre no presentó el decreto acordado, traicionando así a los unionistas y quedando en una posición privilegiada, ya que en caso de que Estrada Cabrera no fuera derrocado, no quedaba dañada su reputación. Así, en vez de conseguir una victoria contundente, los conservadores unionistas se tuvieron que conformar con un nuevo gobierno que estaba constituido por el presidente Herrera, quien a pesar de su honradez y honorabilidad, era débil de carácter y estaba fuertemente ligado a los cabreristas.
La Asamblea Nacional Legislativa, dirigida entonces por Adrián Vidaurre, quien había sido un alto funcionario durante la mayor parte del gobierno cabrerista, declaró mentalmente incapaz al presidente para gobernar y designó a Herrera como presidente interino.
La Asamblea Nacional también declaró a Manuel Estrada Cabrera mentalmente incompetente para gobernar mediante el Decreto 1022 del 8 de abril de 1920.  Pero los grandes derrotados fueron los unionistas: de los nuevos gobernantes solamente Luis Pedro Aguirre en Relaciones Exteriores y Adalberto Saravia en Gobernación eran unionistas mientras que todos los demás ministros, y hasta el hermano del presidente -Salvador Herrera- estaban ligados a los antiguos cabreristas y dominaban el nuevo gobierno.

## Presidencia

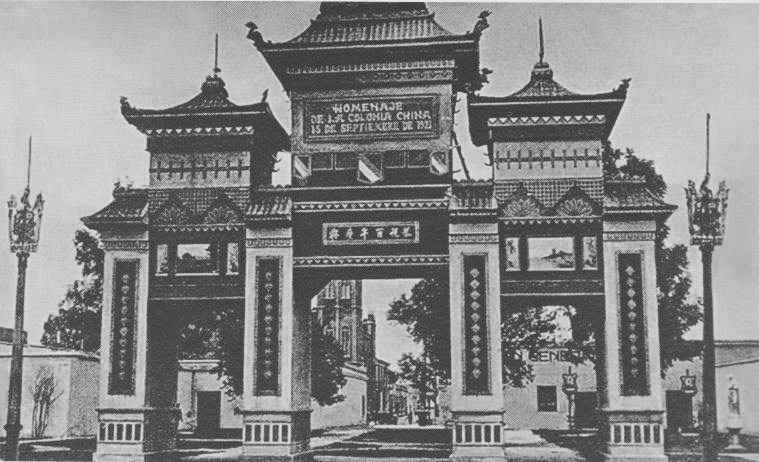
Arco ceremonial construido por la colonia china en Guatemala para el centenario de la independencia en 1921.

Herrera fue nombrado como presidente interino de Guatemala el 7 de abril de 1920, luego de que fuera derrocado y declarado mentalmente incapaz para gobernar el entonces presidente Manuel Estrada Cabrera.  Herrera fue seleccionado —a pesar de haber sido diputado a la Asamblea Nacional Legislativa por Cotzumalguapa durante todo el gobierno del presidente Estrada Cabrera— ya que tenía una reputación intachable en todo el país, por sus distinguidas cualidades personales, y por su gran fortuna (que lo hacía inmune a la tentación de saquear el erario nacional).
Los conservadores que se habían unido en el Partido Unionista a finales de 1919 a instancias de Manuel Cobos Batres carecían de experiencia política y fueron hábilmente manejados por los antiguos miembros del gobierno liberal de Estrada Cabrera tras la caída de este.  Como resultado, cuando Herrera Luna fue confirmado como presidente de la República, su gobierno estaba conformado por antiguos miembros del régimen liberal y algunos unionistas.

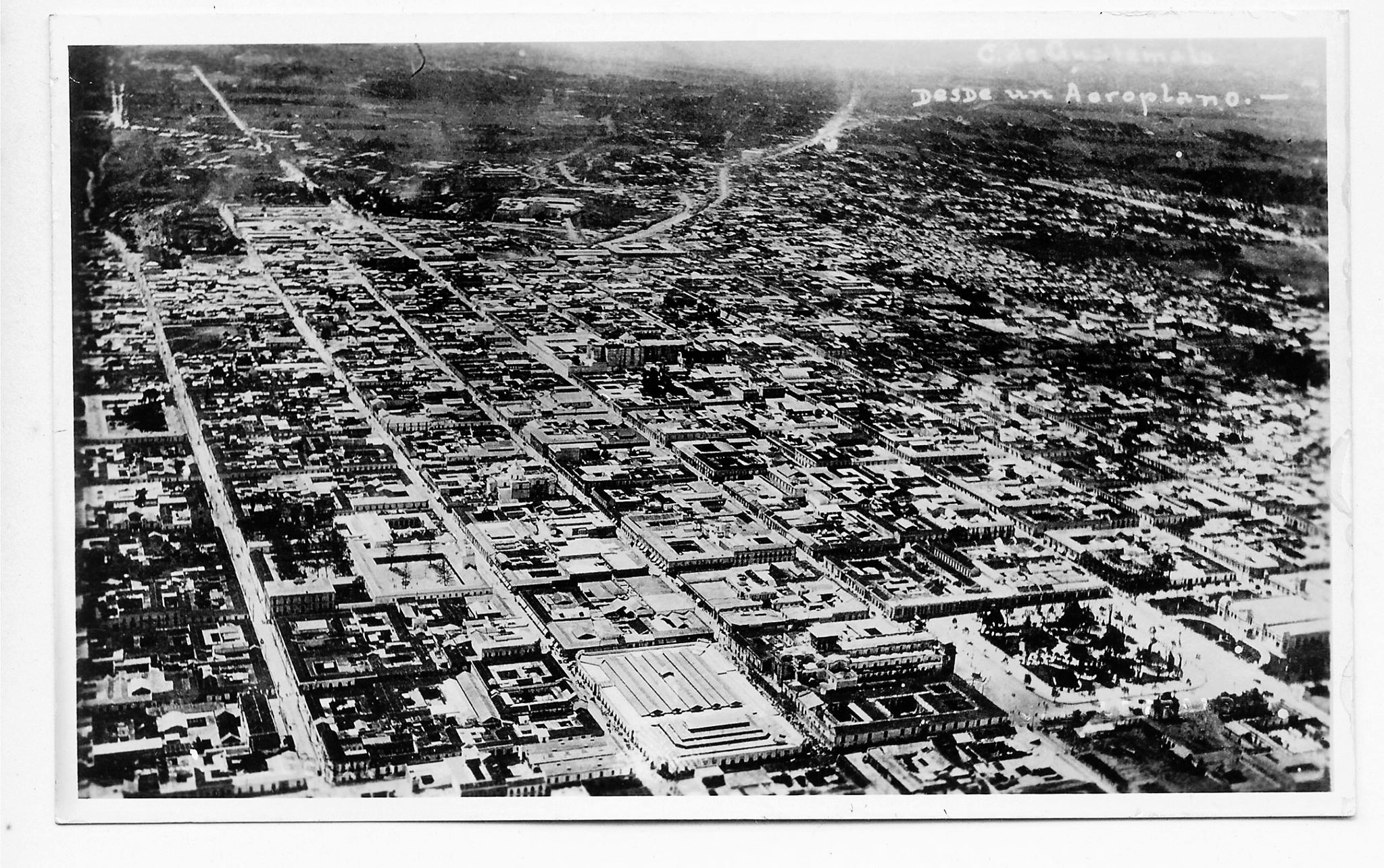
Vista aérea de la Ciudad de Guatemala durante el gobierno de Herrera. En la esquina inferior derecha de esta fotografía se pueden apreciar los destrozos provocados por los terremotos de 1917-18: la Catedral no tiene torres ni cúpula, el Palacio de Cartón está construido en donde antes estuvo el Real Palacio, y la antigua municipalidad colonial desapareció, dando paso al Arco Chino en el terreno en donde posteriormente se construyó el Palacio Nacional.

### Gabinete de la presidencia interina

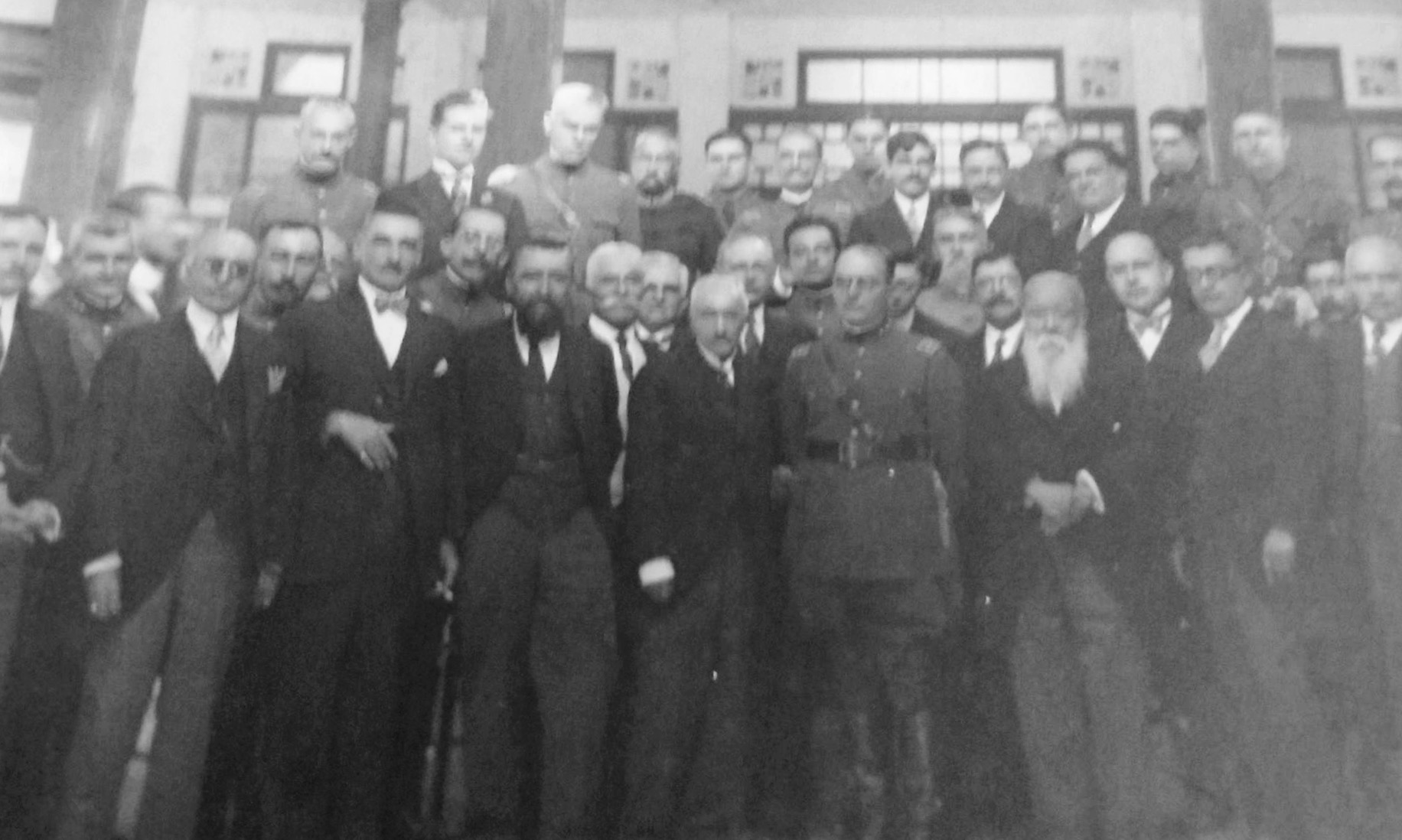
El Presidente Carlos Herrera y Luna rodeado de los miembros de su plana mayor en 1920.

- Gobernación: Adalberto Saravia (Partido Unionista)
- Relaciones Exteriores: Luis P. Aguirre (Partido Unionista)
- Guerra: José A. Beteta (Cabrerista; en realidad la cartera estuvo a cargo de Adrián Vidaurre)
- Hacienda:  Adrián Vidaurre (Cabrerista; fue Auditor de Guerra, diputado y presidente de la Asamblea Legistaliva durante el gobierno de Estrada Cabrera)
- Educación Pública: Manuel Arroyo (Cabrerista)
- Fomento: Alberto Mencos (Cabrerista)[7]

### Elecciones presidenciales
El 4 de mayo de 1920 se seleccionaron los candidatos para las elecciones presidenciales y los clubes unionistas en toda la república se reunieron para elegir entre Tácito Molina Izquierdo y el Dr. Julio Bianchi. Sin embargo, los cabreristas que poder medio del exauditor de guerra Adrián Vidaurre contaban con el control del ejército, se organizaron en el partido demócrata y le ofrecieron la candidatura presidencial a Herrera, que la aceptó inmediatamente.  Ante esta situación, Manuel Cobos Batres promovió, y fue aceptado por la mayoría del partido tras largas horas de discusión, que se ofreciera la candidatura presidencial del partido unionista a Herrera sin más dilaciones.  Este fue el final del partido unionista pues Herrera quedó en el poder junto con los cabreristas.  
Como premio de consolación para los unionistas, el Dr. Bianchi fue enviado a los Estados Unidos como embajador de Guatemala.

### Economía

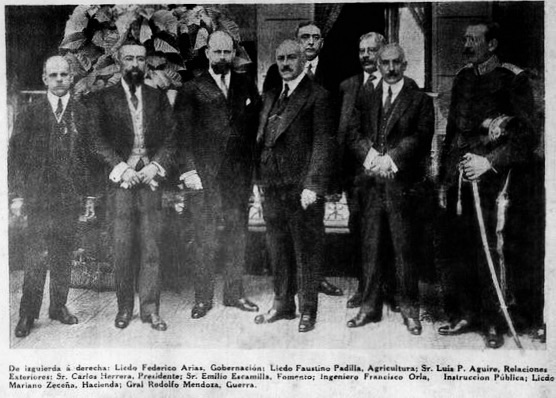
Gabinete presidencial de Herrera y Luna al ser ratificado como presidente de la República.

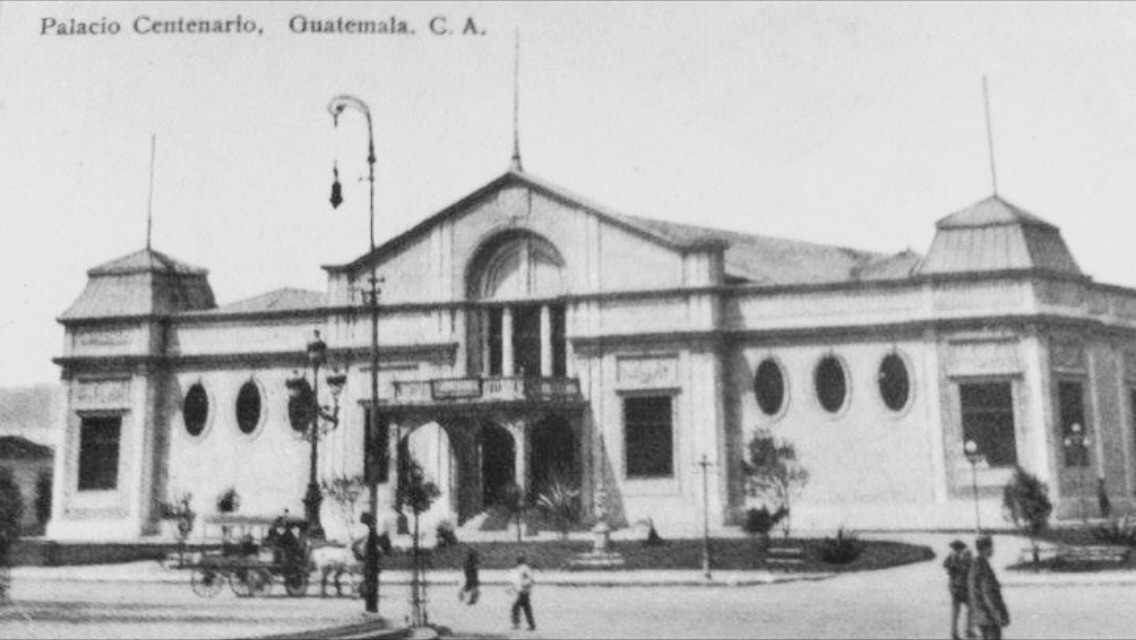
Palacio del Centenario. Construido en 1921 por el gobierno de Herrera para celebrar el primer centenerario de la Independencia de Guatemala en donde antes estuvo el Palacio del Ejecutivo, que fue destruido por los terremotos de 1917-18. Era de madera y por eso los guatemaltecos lo llamaron «Palacio de cartón». Se incendió pocos años después.

Había heredado un desorden fiscal, monetario y bancario, con inflación galopante; se opuso a ratificar varios contratos con compañías norteamericanas que había firmado Estrada Cabrera y que Herrera consideraba lesivos para el país.  Entre estos contratos se encontraban:
- Venta de la Empresa Eléctrica, que había sido expropiada a los accionistas alemanes después de la Primera Guerra Mundial
- Contrato con la International Railways of Central America (IRCA),[c] para poner en vigor el Contrato Ferrocarrilero Méndez-Williamson de 1908 firmado en el período del presidente Manuel Estrada Cabrera[d]
- Contrato sobre servicio de luz, calor y fuerza eléctrica con Central America Power Company
- Contrato con Washington Serruys, para la instalación de un tranvía eléctrico
- Contrato entre el Ministerio de Fomento y la Compañía All America Cables Incorporated, para el establecimiento en la capital de una oficina pública de cablegramas.[9]

### Educación

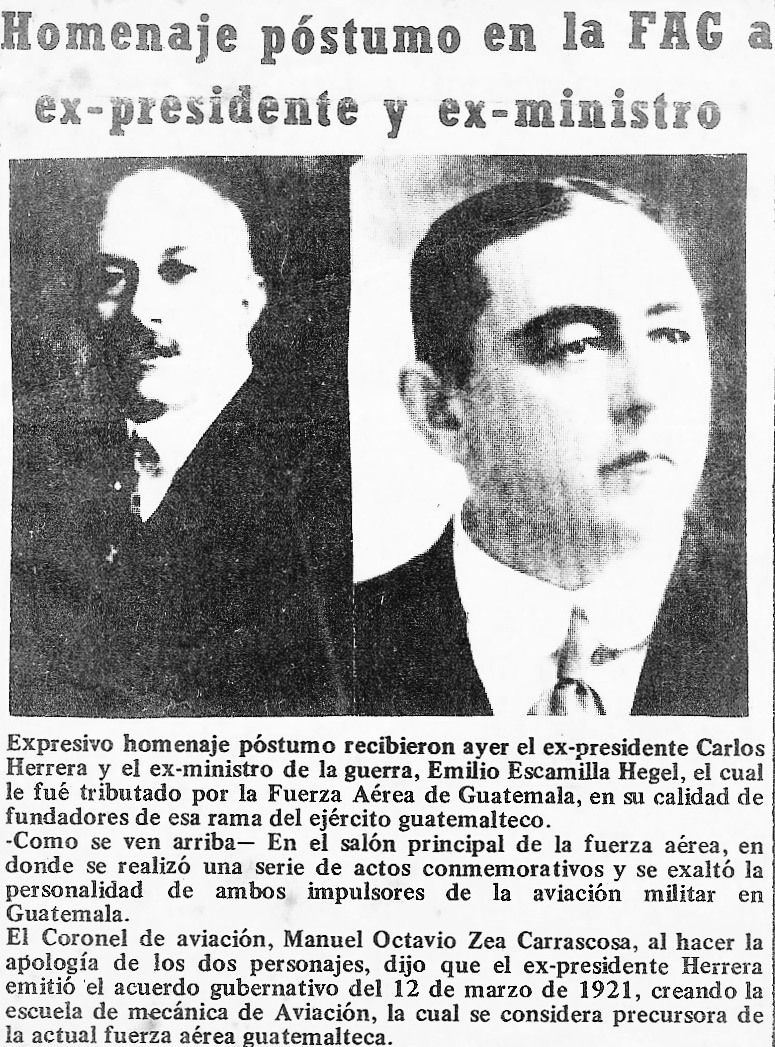
Publicación de 1940 que rememora la fundación de la Fuerza Aérea de Guatemala por Herrera en 1921.

#### El analfabetismo
Tras la caída de Estrada Cabrera hubo interesantes reflexiones políticas generadas a partir de la experiencia vivida y la forma como se podía evitar una nueva tiranía. La discusión giró, entre otros, alrededor del Estado nacional y su construcción; la ciudadanía, qué se entendía por ella y cómo se formaba; la necesidad de contar con mecanismos para regular la estadía de un gobernante en su puesto. De manera directa o indirecta, todos estos temas terminaron apuntando hacia la educación, la cual se veía como la panacea. Regular la estadía de los gobernantes en su sitio era prioridad durante el gobierno de Herrera.
En 1920 hubo un nutrido debate protagonizado por dos periódicos de la época La Patria y El Unionista. Los argumentos discurrieron al respecto de la ciudadanía y la nación. El motivo fue la propuesta de que en las reformas que se harían a la Constitución se consignara que solo las personas que supieran leer y escribir pudieran ejercer el sufragio.  Los datos del momento reflejaban un 93 por ciento de analfabetismo, por lo que vedarles el derecho al voto significaba construir la ciudadanía con apenas el 7 por ciento de la población. Quienes estaban a favor de los analfabetas, argumentaron nociones modernas como democracia, ciudadanía y soberanía: la solicitud implicaba que una abrumadora mayoría de la población solo podría tener obligaciones pero le estaban vedados los derechos y la ciudadanía tenía que suponer a ambos en la misma medida.
Por su parte, los opositores indicaban que la nula capacidad que una persona analfabeta tenía para comprender asuntos que afectaban a toda la sociedad influía en que sus decisiones fueran manipuladas.
El proyecto educativo tuvo como base fundamental la “desanalfabetización”, es decir, la eliminación del analfabetismo, el término des-analfabetizar, sugiere no solo enseñar a leer y escribir, sino hace énfasis en erradicar el analfabetismo. Junto a este principio básico, se buscaba también elevar el nivel educativo y fortalecer la instrucción cívica.

#### La Universidad Nacional

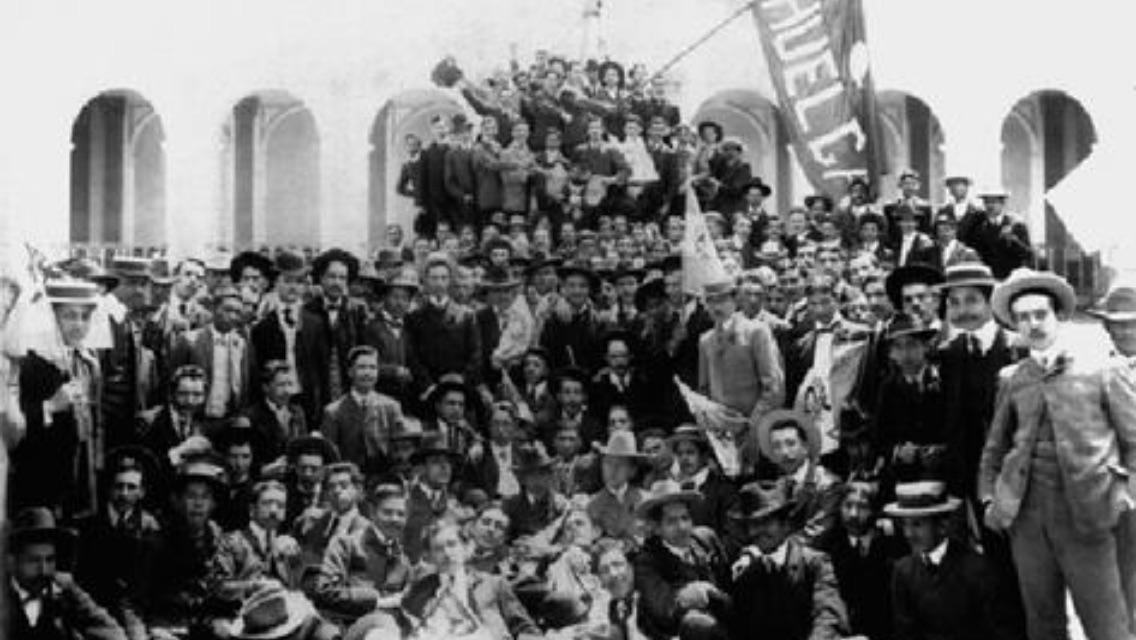
Estudiantes universitarios que revivieron a la Huelga de Dolores aprovechando las libertades que permitió el gobierno de Herrera.

La Universidad de Guatemala «Estrada Cabrera», fue disuelta tras el derrocamiento del presidente en abril de 1920; pero una de las primeras medidas del gobierno de Herrera y Luna fue la de designar autoridades y profesores para las Facultades de estudios superiores.  He aquí ejemplos de los decretos:
| Organismo Ejecutivo Ministerio de Instrucción Pública Se organiza la Junta Directiva de la Facultad de Ingeniería Palacio del Poder Ejecutivo: Guatemala, 22 de abril de 1920. El Presidente Constitucional de la República ACUERDA: Organizar la Junta Directiva de la Facultad de Ingeniería, de la manera siguiente: Propietarios: Decano, Ing. don Claudio Urrutia Vocal 1o., Ing. don Rafael Ponciano Vocal 2o., Ing. don Carlos Benfeldt V. Vocal 3o., Ing. don León Yela Vocal 4o., Ing. don Félix Castellanos B. Secretario: Ing. don Lisandro Sandoval. Suplentes: Decano, Ing. don Felipe Rodríguez S. Vocal 1o., Ing. don Juan de Dios Cabrera Vocal 2o., Ing. don Víctor Pérez Vocal 3o., Ing. don Benjamín Solórzano M. Vocal 4o., Ing. don Florencio Santizo Secretario: Ing. don José Quevedo V. Comuníquese. HERRERA El Secretario de Estado en el Despacho de Instrucción Pública, Manuel Arroyo —Tomado de: El Guatemalteco Diario Oficial de la República de Guatemala - América Central, 25 de abril de 1920 |

| Organismo Ejecutivo Ministerio de Instrucción Pública Se nombran unos catedráticos para la Facultad de Derecho, Notariado y Ciencias Políticas y Sociales Palacio del Poder Ejecutivo: Guatemala, 19 de mayo de 1920. El Presidente Constitucional de la República ACUERDA: Hacer para la Facultad de Derecho, Notariado y Ciencias Políticas y Sociales los siguientes nombramientos: Profesor de Derecho Administrativo, Lic. don Bernardo Alvarado T.; Catedrático de Economía Política, Lic. don Rafael Ordóñez Solís; y Profesor de Procedimientos 2o. Curso, Lic. don Carlos Castellanos. Los nombrados devengarán el sueldo de ley. Comuníquese. HERRERA El Secretario de Estado en el Despacho de Instrucción Pública, Alberto Mencos. —Tomado de: «Decretos del Organismo Ejecutivo». El Guatemalteco, Diario Oficial de la República de Guatemala - América Central. 30 de mayo de 1920. |

De esta cuenta, las Facultades que quedaron constituidas por decretos similares a partir de 1920 fueron:
- Facultad de Ciencias Naturales y Farmacia
- Facultad de Derecho, Notariado y Ciencias Políticas y Sociales
- Facultad de Ciencias Médicas
- Facultad de Ingeniería.

```
Reconocimiento a la labor de la Universidad durante la caída de Cabrera:
```

El gobierno de Herrera y Luna, en reconocimiento a la colaboración que los estudiantes universitarios prestaron al Movimiento Unionista, devolvió a las Facultades Superiores la autonomía para la elección de autoridades de acuerdo al siguiente decreto (aunque no la autonomía absoluta):

| Decreto No. 1,031 La Asamblea Legislativa de la República de Guatemala DECRETA: Artículo 1o.- Se deroga el Decreto Legislativo No. 193, emitido el 21 de marzo de 1893, y en consecuencia, quedan en vigor las disposiciones de la Ley de Instrucción Pública, modificadas por el mencionado Decreto. Artículo 2o.- Las elecciones de los miembros de las Juntas Directivas de las diversas Facultades Profesionales, tendrán lugar el presente año en el corriente mes de mayo, y los electos tomarán posesión de sus cargos inmediatamente; pero el período de dos años de su ejercicio se contará desde el mes de enero próximo entrante. Pase al Ejecutivo para su publicación y cumplimiento. Dado en el Palacio del Poder Legislativo: en Guatemala, el cuatro de mayo de mil novecientos veinte. Arturo Ubico Presidente de la Asamblea Adrián Recinos Secretario —Tomado de: «Decretos del Organismo Legislativo». El Guatemalteco, Diario Oficial de la República de Guatemala - América Central. 10 de mayo de 1920. |

| Por reconocimiento a las contribuciones de los universitarios al derrocamiento de Estrada Cabrera, el gobierno otorgó un espacio para que los Estudiantes Universitarios pudieran celebrar reuniones de toda índole: Organismo Ejecutivo Ministerio de Instrucción Pública Se concede a los Estudiantes Universitarios el uso gratuito del edificio de la Escuela «Manuel Cabral» Palacio del Poder Ejecutivo: Guatemala, 23 de abril de 1,920. El Presidente Constitucional de la República. En el deseo de prestar apoyo a los jóvenes Estudiantes Universitarios y con el propósito de que tengan un local adecuado para celebrar sus reuniones y editar sus periódicos científicos, ACUERDA: Concederles gratuitamente el uso del edificio que ocupa actualmente la Escuela Nacional de Niñas «Manuel Cabral» situado en la 10a. Calle Oriente, contiguo a Capuchinas. Comuníquese. HERRERA El Secretario de Estado en el Despacho de Instrucción Pública Manuel Arroyo —Tomado de: «Decretos del Organismo Ejecutivo». El Guatemalteco, Diario Oficial de la República de Guatemala - América Central. 25 de abril de 1920. |

No es de sorprender que de esta época daten la Asociación de Estudiantes Universitarios y la Asociación de Estudiantes «El Derecho».
Este sistema continuó hasta 1931, cuando tomó posesión de la presidencia de la República el general Jorge Ubico Castañeda quien nuevamente retiró la autonomía a las facultades; irónicamente, durante el final del gobierno del general Lázaro Chacón y los gobiernos interinos que le sucedieron luego de que sufriera de un derrame cerebral (entre diciembre de 1930 y febrero de 1931), la universidad estuvo a punto de obtener la autonomía absoluta.

### Unión centroamericana: la constitución de Tegucigalpa
Los miembros del partido unionista utilizaron la excusa unión centroamericana para formar su partido aunque el verdadero fin haya sido el derrocamiento de Estrada Cabrera.  Por esta razón y debido a la proximidad de la celebración del centenario de la independencia el 15 de septiembre de 1921, se apresuraron a firmar la Constitución de Tegucigalpa ley fundamental de la nueva Federación Centroamericana.  Esta constitución federal adolecía de varios defectos:
- Utilizaba un sistema de ejecutivo con tres presidentes, sistema que había demostrado su infectividad en muchas ocasiones
- No hacía mención del futuro servicio de las deudas externas de los tres estados constituyentes
- Dejó la sede del gobierno federal en el centro del más débil e instable de todos los estados constituyentes: Honduras.[20].

Si bien esta pacto nunca funcionó si resultó en la aprobación internacional del gobierno de facto del general José María Orellana, pues los Estados Unidos utilizaron a la constitución como excusa legal aduciendo que preferían un estado estable y soberano dentro de la federación a tener que empezar con un nuevo proyecto centroamericano.  En realidad, esto fue una excusa, por el gobierno norteamricano estaba al tanto de que la United Fruit Company había patrocinado el golpe de Estado del general Orellana porque Herrera se había negado a ratificar las concesiones que la frutera obtuvo durante el régimen de Manuel Estrada Cabrera.

### Derrocamiento

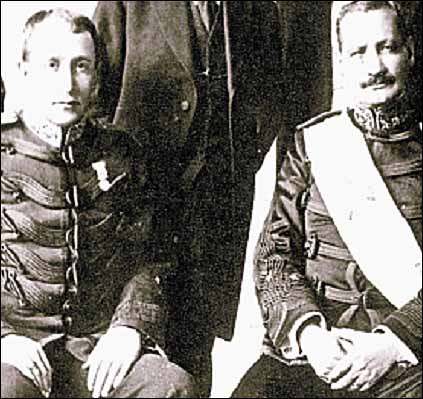
General José María Orellana (derecha) y general Jorge Ubico (izquierda) luego del golpe de estado que derrocó a Herrera en 1921.

El descontento producido entre los políticos cabreristas del país y la oposición a ratificar contratos con la UFCO y otras empresas extranjeras dieron lugar a que Herrera fuera depuesto en un golpe de Estado dirigido por el general José María Orellana en el 5 de diciembre de 1921. Cabe destacar que el general Orellana había sido diputado y Jefe del Estado Mayor del Ejército durante el gobierno de Estrada Cabrera.
Tras el golpe de Estado del 5 de diciembre se instituyó un triunvirato militar encabezado por el general Orellana y los generales Lima y Larrave.  Los miembros del gabinete de Herrera pertenecían al Partido Unionista fueron encarcelados, entre ellos José Azmitia, quien era el presidente del Tribunal de Cuentas.
El 27 de diciembre de 1921, frente al notario Carlos Salazar, firmaron como testigos de su testamento Juan Bautista Vásquez, José Quevedo, Dámaso Biguria; en el mismo declaró que tenía diez hijos de su primera boda y dos de la segunda y en la cláusula décima dice: «a sus hijos varones no mezclarse ni dejarse mezclar jamás en la política, por la triste experiencia que había tenido al aceptar la Presidencia de la República, lo que hizo únicamente con el objeto de hacer el bien a su país y en donde solamente cosechó ingratitud y amarguras».
Tras su derrocamiento, Herrera se exilió en Francia.

## En la Literatura
Es mencionado por su apodo de «el Azucarero» en la novela Viernes de Dolores de Miguel Ángel Asturias.